# Andrés Valencia Pinzón
Andrés Rafael Valencia Pinzón, né à Bogota le 15 novembre 1967, est un économiste et homme politique colombien.
Il est nommé ministre de l'Agriculture et du Développement rural en 2018 par le président colombien Iván Duque. Il est remplacé par Rodolfo Zea le 7 février 2020.